# Plata quemada
Plata Quemada é um filme realizado em 2000, dirigido por Marcelo Piñeyro, e com roteiro escrito por Piñeyro e Marcelo Figueras.

## A história
O filme retrata a história verídica de uma dupla de assaltantes conhecida como “Os Gêmeos”, amantes e marginais que, em 1965, fogem da Argentina com o valor de sete milhões de pesos e se refugiam no Uruguai, juntamente com o resto do bando.
Nene e Ángel são contratados por um figurão para interceptarem um carro-forte que carregava 7 milhões de pesos, mas o roubo na verdade foi uma cilada e a dupla vê-se obrigada a matar para fugir.
O relacionamento entre os dois bandidos (Nene e Ángel) é conturbado. “El Nene” é o lado inteligente e esperto da dupla; mesmo assim ele é apaixonado por Ángel. Por outro lado, Ángel é infantilizado. Fanático religioso, carrega a culpa pela sua vida (bandido e homossexual) e ouve vozes que o atormentam.

## Os fatos
O filme se baseou em fatos. Vários delinqüentes de nacionalidade argentina (porteños) realizaram um grande assalto no qual vários pessoas morreram em Buenos Aires; depois o casal, junto com outros bandidos da quadrilha, escapa para Montevideo, Uruguai.
Numa noite de novembro de 1965 foram cercados pela polícia uruguaia, que após quatorze horas e milhares de balas atiradas no apartamento, terminou com um saldo de vários mortos, entre os policiais e os bandidos.

## O elenco
- Leonardo Sbaraglia como El Nene
- Eduardo Noriega como Ángel
- Pablo Echarri como El Cuervo
- Leticia Brédice como Giselle
- Ricardo Bartis como Fontana
- Dolores Fonzi como Vivi
- Carlos Roffé como Nando
- Daniel Valenzuela como Tabaré
- Héctor Alterio como Losardo
- Claudio Rissi como Relator
- Luis Ziembrowsky como Florian Barrios
- Harry Havilio como Carlos Tulian
- Roberto Vallejos como Parisi
- Adriana Varela como Cantante Cabaret

## Recepção
No site agregador de críticas Rotten Tomatoes, 77% das 30 resenhas dos críticos são positivas. O consenso dislz: “Plata Quemada conta uma história elegante e cheia de vapor sobre criminosos em fuga”.

## Premiações
- Festival de Havana: Melhor Cinematografia, Alfredo F. Mayo; Melhor Som, Carlos Abbate e José Luis Díaz; 2000.
- Prêmios Goya ao melhor filme estrangeiro de língua espanhola (2000), Marcelo Piñeyro, Argentina; 2001.[2]
- Glitter Awards: Gay Film Festivals, Marcelo Piñeyro; 2002.